# Antepara antitorpedo

Blindagem comum a um navio capital. A antepara antitorpedo é a linha "D".

Uma antepara antitorpedo é um tipo de blindagem naval comum nos navios de guerra mais fortemente protegidos, especialmente encouraçados e cruzadores de batalha do início do século XX. Ela é projetada para manter o navio flutuando mesmo se o casco for atingido por baixo do cinturão blindado por um projétil ou por um torpedo.
Após as lições aprendidas durante Primeira Guerra Mundial, muitos navios capitais foram reequipados com anteparas antitorpedo duplas, triplas ou mesmo quádruplas, bem como protuberâncias antitorpedo para o exterior do casco. Por exemplo, os últimos projetos de navios de guerra dos EUA durante a Segunda Guerra Mundial tinham até quatro anteparas antitorpedo.